# Жана-Омир
Жана-Омир (каз. Жаңа Өмір, до 2020 г. — Новая Жизнь) — село в Теректинском районе Западно-Казахстанской области Казахстана. Административный центр Чаганского сельского округа. Код КАТО — 276269100.

## Население
В 1999 году население села составляло 2556 человек (1246 мужчин и 1310 женщин). По данным переписи 2009 года, в селе проживали 3044 человека (1470 мужчин и 1574 женщины).